# HD 5319 b
إتش دي 5319 ب (بالإنجليزية: HD 5319 b)‏ هو كوكب خارج المجموعة الشمسية عملاق غازي يبعد حوالي 370 سنة ضوئية في كوكبة قيطس. تبلغ كتلته الدنيا حوالي ضعفي كتلة المشتري، وله مدار شبه دائري يتراوح بين 1.53 و1.95 وحدة فلكية بدور مداري يبلغ 1.8 سنة.